# Out of Uranus
Albums de Killing Floor
Killing Floor
(1970) Zero Tolerance
(2004)
Out of Uranus, sorti en 1971, est le second et dernier album de Killing Floor avant la reformation de 2002.

## L'album
Tous les titres de l'album ont été composés par les membres du groupe.

## Les Musiciens
- Bill Thorndycraft : voix, harmonica
- Mick Clarke : guitare
- Stuart McDonald : basse
- Bas Smith : batterie

## Les titres
| No  | Titre                         | Durée |
| --- | ----------------------------- | ----- |
| 1.  | Out of Uranus                 | 4:39  |
| 2.  | Soon There Will Be Everything | 3:54  |
| 3.  | Acid Bean                     | 4:21  |
| 4.  | Where Nobody Ever Goes        | 5:23  |
| 5.  | Sun Keeps Shining             | 4:25  |
| 6.  | Call For the Politicians      | 2:22  |
| 7.  | Fido Castrol                  | 4:43  |
| 8.  | Lost Alone                    | 5:07  |
| 9.  | Son of Wet                    | 5:11  |
| 10. | Milkman                       | 5:26  |

## Informations sur le contenu de l'album
Call For the Politicians est le single de l'album.